# Maroesjka Matthee
Maroesjka Matthee, née le 10 janvier 1989 au Cap, est une coureuse cycliste sud-africaine.

## Carrière
Maroesjka Matthee remporte cinq médailles d'or aux Championnats d'Afrique de cyclisme sur piste 2015 à Pietermaritzburg, terminant première en poursuite individuelle, en poursuite par équipes, à la course aux points, au scratch et à l'omnium.
Aux Championnats du monde de cyclisme sur piste 2015 à Montigny-le-Bretonneux, elle termine 20e en scratch.
Lors des Championnats d'Afrique de cyclisme sur piste 2019 à Pietermaritzburg, elle est médaillée d'or au scratch et médaillée d'argent à l'américaine ainsi qu'à l'omnium.
Elle obtient la médaille d'or en course en ligne ainsi qu'en contre-la-montre par équipes aux Jeux africains de 2019 à Casablanca. 
Aux Championnats d'Afrique de cyclisme sur route 2021 au Caire, elle remporte la médaille d'or en contre-la-montre par équipes.

## Palmarès sur route
- 2018
  - 2e du championnat d'Afrique du Sud sur route
  - 2e du 100 Cycle Challenge
- 2019
  -  Médaillée d'or de la course en ligne aux Jeux africains
  -  Médaillée d'or du contre-la-montre par équipes aux Jeux africains (avec Carla Oberholzer, Zanri Rossouw et Tiffany Keep)
- 2020
  - 3e du championnat d'Afrique du Sud sur route
- 2021
  -  Championne d'Afrique du contre-la-montre par équipes (avec Hayley Preen, Carla Oberholzer et Frances Janse van Rensburg)

## Palmarès sur piste

### Championnats d'Afrique
- Pietermaritzburg 2015
  -  Championne d'Afrique de poursuite individuelle
  -  Championne d'Afrique de la course aux points
  -  Championne d'Afrique du scratch
  -  Championne d'Afrique de l'omnium
  -  Championne d'Afrique de poursuite par équipes (avec Ilze Bole, Claudia Gnudi et Danielle Norman)
- Pietermaritzburg 2019
  -  Championne d'Afrique du scratch
  -  Médaillé d'argent de l'omnium
  -  Médaillé d'argent de la course à l'américaine (avec Ilze Bole)